# Лекари света
Лекари света (фр. Médecins du monde, енгл. Doctors of the World) су међународна хуманитарна невладина организација за помоћ. Организацију је 7. марта 1980. године основала група од петнаест француских лекара. Један од оснивача је био и Бернар Кушнер.
Кушнер је претходно напустио организацију Лекари без граница, због неслагања са тадашњим руководством око појединих начела ове организације. На пример, он је сматрао да су Лекари без граница изневерили један од својих основних принципа, а то је принцип „сведочења“ (témoignage) који подразумева да волонтери извештавају јавност о стварима које су видели на терену. Иако Лекари без граница и даље спроводе ову праксу под одређеним околностима, они су се у великој мери приближили начелу неутралности коју заступа Црвени крст, а након лоших искустава њихове заједничке мисије у Руанди 1994. године. Лекари света сматрају да хуманитарна помоћ не може бити одвојена од политике, како би се избегла њена политичка злоупотреба (нпр, политичари прво бомбардују неку земљу, а након тога у њу пошаљу лекаре). Још један од разлога Кушнеровог напуштања Лекара без граница је мисија за помоћ илегалним имигрантима у Кинеском мору коју је он организовао и водио 1980. године, а коју није подржао већи део чланства Лекара без граница.
Кушнер је био председник организације од 1980. до 1982. године. Отварањем друге националне асоцијације Лекара света 1989. године у Шпанији, она прераста у међународну организацију. Након тога отварају се и удружења у САД и Грчкој 1990. године, Италији и Швајцарској (1993), Шведској (1994), Кипру (1995), Аргентини (1998), Белгији, Канади и Португалу (1999), као и канцеларије у Немачкој, Уједињеном Краљевству, Јапану и Холандији.
Међународни секретаријат, односно седиште ове организације, налази се у Паризу. На челу њене међународне мреже налази се Међународни извршни комитет који је састављен од четири председника, које на период од две године бира Међународни управни одбор састављен од председника свих дванаест националних асоцијација.
Лекари света су били укључени у око 300 пројеката у више од 80 држава широм света. Подједнако су активни у пружању краткотрајне хуманитарне помоћи, помоћи везане за реконструкцију и рехабилитацију, као и дугорочних развојних пројета који трају до три године. Имају око 7.000 чланова, од чега око 360 припадника плаћеног особља и око 6.700 волонтера. Приближно 2/3 средстава добијају од приватних донатора, а остатак се обезбеђује из јавних извора.

## Активности на тлу бивше Југославије
Лекари света су били активни на простору Босне и Херцеговине од 1991. године, за време рата који је пратио распад Југославије. Током 1993. су покренули кампању за ослобађање затвореника из тамошњих логора.
На Косову и Метохији су били присутни од 1992. године, а њихове активности су углавном биле усмерене на пропусте у здравственој нези становништва са посебним акцентом на маргинализоване групе: жене, децу и припаднике националних мањина.
Били су укључени и у разне хуманитарне акције на широј територији Србије.